# Exoplisia myrtis
Exoplisia myrtis is een vlindersoort uit de familie van de prachtvlinders (Riodinidae), onderfamilie Riodininae.
Exoplisia myrtis werd in 1904 beschreven door H. Druce.